# Толмачов Віталій Анатолійович
Віталій Анатолійович Толмачов (нар. 21 січня 1964, Запоріжжя, УРСР) — радянський та український футболіст, воротар.

## Життєпис
Народився в Запоріжжі, вихованець місцевого «Металурга». Перший тренер — В. Малаховський. У 1982 році перевели Віталія до першого складу «Металурга». У 1983 році перейшов у «Буковину», але того ж року повернувся в «Металург» й до 1984 року виступав у футболці «козаків» у Другій лізі. У 1985—1986 роках проходив службу в армії. У 1987 році виступав у полтавській «Ворсклі», після чого повернувся до «Бкуовини», де відіграв два сезони. У 1990 році перейшов до «Гомсельмаш», у складі якого зіграв два сезони.
У 1991 році Толмачов виїхав з Радянського Союзу до ФР Югославії. У сезоні 1991/92 років захищав кольори нижчолігового клубу «Младост» (Кончарево). Після цього перейшов у «Палич». У сезоні 1993/94 років зіграв 2 матчі в Першій лізі ФР Югославії за «Спартак» (Суботиця). Влітку 1994 року перейшов до іншого клубу Суботиці, «Бачка 1901», найстарший футбольний клуб на території всієї Югославії.
Через два роки повернувся додому, вже до незалежної України. У сезоні 1997/98 років виступав в аматорському клубі «Харчовик» (Попівка), в складі якого відіграв 13 матчів. Другу частину клубу виступав в роменському «Електроні».